# Władysław Leśniak
Władysław Leśniak (ur. 28 marca 1929 w Staniewie) – polski rolnik i polityk, poseł na Sejm PRL IX kadencji.

## Życiorys
Uzyskał wykształcenie zasadnicze zawodowe. Prowadził własne gospodarstwo rolne. Prezes Koła Zjednoczonego Stronnictwa Ludowego w rodzinnej wsi, był też prezesem Koła Hodowców i Producentów Bydła. Przewodniczący obrotu rolnego w Gminnej Spółdzielni „Samopomoc Chłopska”. Radny i zastępca przewodniczącego Miejsko-Gminnej Rady Narodowej. Członek zarządu kółka rolniczego i samorządu wiejskiego w Staniewie. W latach 1985–1989 pełnił mandat posła na Sejm PRL IX kadencji w okręgu Kalisz z ramienia ZSL. Zasiadał w Komisji Prac Ustawodawczych. Otrzymał Złoty Krzyż Zasługi.